# 네그로강 (아르헨티나)

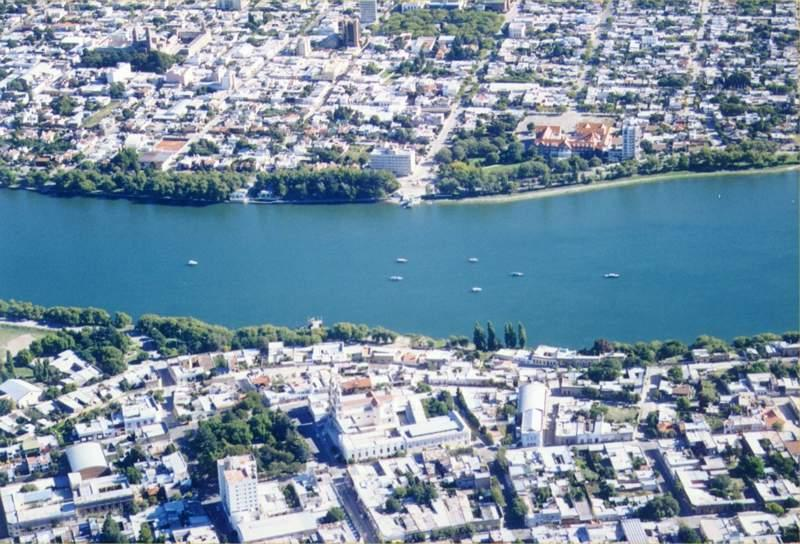
네그로강

네그로강(Río Negro)은 아르헨티나 리오네그로주를 흐르는 주요 하천이다.